# Marchese di Camden

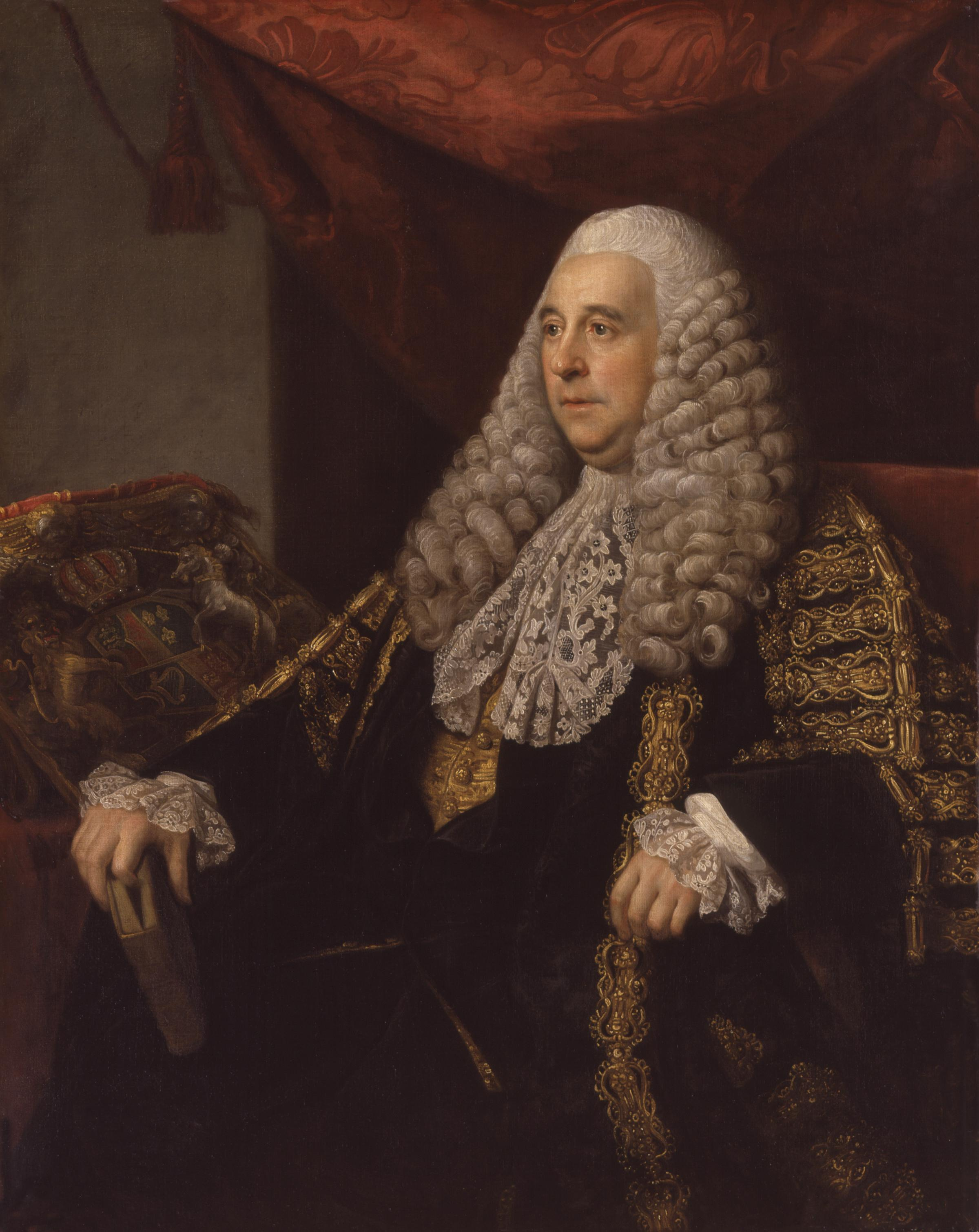
Charles Pratt, I conte di Camden, ritratto da Nathaniel Dance-Holland

Marchese di Camden è un titolo nella paria del Regno Unito creato nel 1812 per il politico John Pratt.
La famiglia Pratt discendeva da sir John Pratt, che era stato Lord Chief Justice of England and Wales negli anni 1718-1725. Suo figlio Charles Pratt fu lord cancelliere negli anni 1766-1770 e nel 1765 era stato elevato alla paria della Gran Bretagna con il titolo di "barone Camden", da Camden Place nella contea del Kent. Nel 1786 fu ulteriormente onorato con i titoli di "visconte Bayam", da Bayham Abbey, sempre nella contea del Kent, e di conte di Camden, della paria di Gran Bretagna.
Fu suo figlio John, politico che rivestì le cariche di lord luogotenente d'Irlanda e di lord presidente del Consiglio, ad essere creato nel 1812 conte della contea di Brecknock (o conte di Brecknock) e marchese di Camden.
Suo figlio George, il secondo marchese, rappresentò Ludgershall, Bath e Dunwich nella Camera dei Comuni e servì anche come lord luogotenente del Brecknockshire. Nel 1835 entrò nella Camera dei lord con il titolo di "barone di Camden". Suo figlio John, il terzo marchese, fu brevemente membro del Parlamento per Brecon nel 1866, prima di succedere al padre prendendo il suo seggio alla Camera dei lord. Suo figlio John, il quarto marchese, fu lord luogotenente del Kent (1905-1943).
I titoli nobiliari sono detenuti da suo nipote David, il sesto marchese, succeduto al padre John, il quinto marchese, nel 1983.
La famiglia vive a Wherwell House, nei pressi di Andover, nel Hampshire. Fino ai primi anni ottanta possedeva anche il Bayham Abbey Estate, vicino a Lamberhurst, nel Kent.

## Conti di Camden (1786)
- Charles Pratt, I conte di Camden (1713-1794)
- John Pratt, II conte di Camden (1759-1840) (creato "marchese di Camden" nel 1812)

## Marchesi di Camden (1812)
- John Pratt, I marchese di Camden (1759-1840)
- George Pratt, II marchese di Camden (1799-1866)
- John Pratt, III marchese di Camden (1840-1872)
- John Pratt, IV marchese di Camden (1872-1943)
- John Pratt, V marchese di Camden (1899-1983)
- David Pratt, VI marchese di Camden (1930)

L'erede è il figlio dell'attuale marchese, James William John Pratt, conte di Brecon (1965).